# Asplenium dulongjiangense
Asplenium dulongjiangense là một loài thực vật có mạch trong họ Aspleniaceae. Loài này được Y.F. Deng mô tả khoa học đầu tiên năm 2003.